# Maiasaura
Maiasaura ("bona mare") és un gènere de dinosaure ornitòpode que visqué als territoris actualment dels Estats Units al període Cretaci, fa entre 80 i 70 milions d'anys.
Maiasaura fou descobert pel paleontòleg Jack Horner a Montana, Estats Units. Trobà tot un seguit de nius amb restes de closques d'ous i quinze esquelets de petits Maiasaura així com fòssils de fulles, fruites i llavors.
Aquests animals tenien gairebé 1 m de longitud i havien mort aproximadament al cap de quatre setmanes de néixer. A causa de la seva edat, els ossos de la cintura i de l'espina dorsal no estaven ben soldats, i els extrems de les seves potes no s'havien ossificat per complet. Però les dents estaven ben desenvolupades, això indicà que els pares havien portat menjar als seus fills mentre estaven al niu.

## Creixement ràpid
S'han trobat molts fòssils de Maiasaura i els científics han identificat diferents etapes de creixement d'aquests dinosaures. Quan sortien de l'ou les cries tenien menys de mig metre de longitud. Es quedaven al niu durant un o dos mesos, mentre creixien ràpidament. Quant tenien un o dos anys podien arribar als 3 metres de longitud. Als dos anys la velocitat de creixement sembla que era més lenta i el Maiasaura podia arribar a la maduresa als sis o set anys. En aquest temps haurien assolit els 7 metres de longitud.
Aquest ritme de creixement és més ràpid que el de qualsevol rèptil viu i similar al de les aus i mamífers de sang calenta. Alguns científics creuen que aquest animal podria haver sigut de sang calenta.